# Saltiri de Luttrell
El Saltiri de Luttrell (Biblioteca Britànica, Add MS 42130) és un saltiri il·luminat encarregat per Geoffrey Luttrell (1276-1345), senyor d'una mansió d'Irnham a Lincolnshire, escrit i il·lustrat en pergamí entre els anys circa 1320-1340 a Anglaterra per escribes i artistes de nom desconegut.
Junt amb els salms (que comencen en el full 13 r.), el Saltiri de Luttrell inclou un calendari (1 r.), càntics (259 v.), la missa (283 v.) i una antífona per als difunts (295 r.). Les pàgines varien en el grau d'il·luminació; moltes, però, estan ricament cobertes amb text decorat i imatges marginals de sants i històries bíbliques, i escenes de la vida al camp. Se'l considera una de les fonts més riques en representacions visuals de la vida rural quotidiana de l'Anglaterra de l'edat mitjana, tot i que el darrer full s'ha perdut.
El saltiri va ser adquirit pel Museu Britànic el 1929 a Mary Angel Noyes, esposa del poeta Alfred Noyes. Actualment es troba en la col·lecció de la Biblioteca Britànica de Londres, des de la separació de la Biblioteca del Museu Britànic.

## Història i autoria
El Saltiri de Luttrell fou elaborat a Anglaterra entre el 1320 i el 1345, encarregat per Geoffrey Luttrell (1276-1345), terratinent d'Irnham, a Lincolnshire. La data de finalització no se n'ha establert amb certesa. Eric Millar pensa que el manuscrit és del voltant dels 1335-40, abans de la mort de l'esposa de Luttrell, Agnes Sutton, perquè les il·lustracions mostren trets de la "decadència" tardana de l'estil de l'Ànglia de l'Est. Lucy Sandler prefereix datar-ne la creació a l'entorn dels 1325-30 perquè els estils són semblants als d'altres manuscrits d'aqueixa època. Michelle Brown, però, creu que es va realitzar i planificar molt més tard, al voltant dels 1330-45.
La història del Saltiri de Luttrell mostra les primeres fases del renaixement gòtic a Anglaterra. Luttrell, un ric terratinent, sentia que se li acostava la mort i volia donar compte dels seus actes, com s'afirma en el colofó de l'obra. El propòsit del manuscrit era executar les disposicions del seu testament, en què Luttrell demanava que vint capellans recitassen misses durant un període de cinc anys després de la seua mort (es creia que accelerava el pas de l'ànima pel Purgatori) i que els secretaris recitassen els salms, i altres activitats per nivells de preu indicats.
La creació del Saltiri de Luttrell es podria relacionar amb la dispensa papal del 1331 que va permetre el matrimoni Luttrell-Sutton, o amb la majoria d'edat el 1334 d'Andrew Luttrell, fill de Geoffrey. Aquestes indicacions apareixen en les il·lustracions de l'obra. El saltiri enclou un retrat de Luttrell, a la fi del Salm 109, totalment armat i muntat en un cavall de guerra, amb un extravagant desplegament de les armes de Luttrell. Sembla que la imatge va servir per a emfasitzar la seua condició de cavaller durant una unió matrimonial d'un membre de la família. Per a afirmar el seu paper com a mecenes de l'obra, la línia Dominus Galfridus Louterell em fieri fecit ('Lord Geoffrey Luttrell em va fer') apareix sobre el retrat. El manuscrit inclou imatges de captaires i artistes de carrer, i grotescos, tot açò simbolitzant el caos present en la societat medieval, temut per Geoffrey Luttrell i els seus contemporanis.
El Saltiri de Luttrell fou compost per un escriba i, si més no, cinc artistes diferents, tots ells amb estils lleument distints. Al primer artista de Luttrell se'l coneix com "el decorador". Tenia un estil de dibuix lineal en comptes d'un enfocament bidimensional. El segon artista, "el colorista", solia dibuixar imatges més esculturals i modelades amb llums i ombres. Donava més importància a la forma humana i a la postura en els dibuixos. El tercer artista, "l'il·lustrador", preferia un estil bidimensional. El quart artista de Luttrell, "el mestre de Luttrell", era expert en temes rurals i grotescos. També dibuixà les representacions de la família Luttrell. Mostra una gran habilitat per a elaborar efectes d'ombra i textura. La seua tècnica és molt semblant a l'estil de la majoria dels manuscrits de l'Ànglia de l'Est de l'època.
El manuscrit va eixir a la llum pública el 1794, quan es van reproduir miniatures de Geoffrey Luttrell, la seua esposa i la seua nora juntament amb un resum del llibre.

### Procedència
El saltiri estigué molt de temps en possessió de Thomas Weld (de Lulworth) i fou traslladat amb ell i la seua família a Dorset des de Britwell a Oxfordshire quan Thomas Weld heretà el Castell de Lulworth el 1775. Hi romangué fins al 1929, quan Herbert Weld Blundell, llavors hereu de Lulworth, decidí vendre'l. El seu intent de vendre dues relíquies de la família, el saltiri i el Llibre d'hores de Bedford en Sotheby's, però, xocà amb una obstrucció legal. Tres dies abans que els famosos manuscrits il·luminats es posassen a la venda, els advocats del Museu Britànic descobriren que aquests, i totes les relíquies i els "béns mobles" del Castell de Lulworth, eren propietat de Mary Angela Noyes, de cognom de soltera Mayne, aleshores esposa del poeta Alfred Noyes, i abans vídua de Richard Shireburn Weld-Blundell, l'hereu de Lulworth que havia estat assassinat el 1916. Weld va acudir als tribunals, però el seu recurs fou rebutjat només unes hores abans de la venda. El Museu Britànic comprà llavors tots dos manuscrits a la senyora Noyes amb un préstec de John Pierpont Morgan. Més endavant, al 1929, el Castell de Lulworth patí greus danys en un incendi, i algunes de les altres relíquies hi desaparegueren.

Aquesta cita pertany a la revista de la Societat d'Història Natural i Arqueològica de Dorset, del 1906:
| « | El saltiri de Luttrell, una relíquia nacional de incalculable valor que, tot i propietat de la família Weld [d'East Lulworth Dorset], és en préstec al Museu Britànic, d'on s'ha baixat especialment per a l'ocasió. L'embelliment pictòric del saltiri demostra que els il·lustradors eren artistes amb una percepció vívida, una forta facultat imaginativa, enginy i un agut sentit de l'humor, i que estaven en contacte estret amb la vida anglesa de l'època: l'agricultura, la caça, l'ús d'armes, la devoció i el treball domèstic i industrial. El saltiri conté també Càntics, el Te Deum, el Crec Atanasià, las Lletanies dels sants i l'Ofici de Difunts, precedits d'un calendari. Se suposa que el van fer per a Godfrey Louterell, d'Irnham, Lincoln, que nasqué el 1276 i va morir el 1345. En la pàgina 202, al final del Salm cviii, l'últim dels que es canten en Matins, es troba la inscripció de la mateixa mà que el text: Dominus Galfirdus Louterell me fieri fecit. | » |

## Descripció

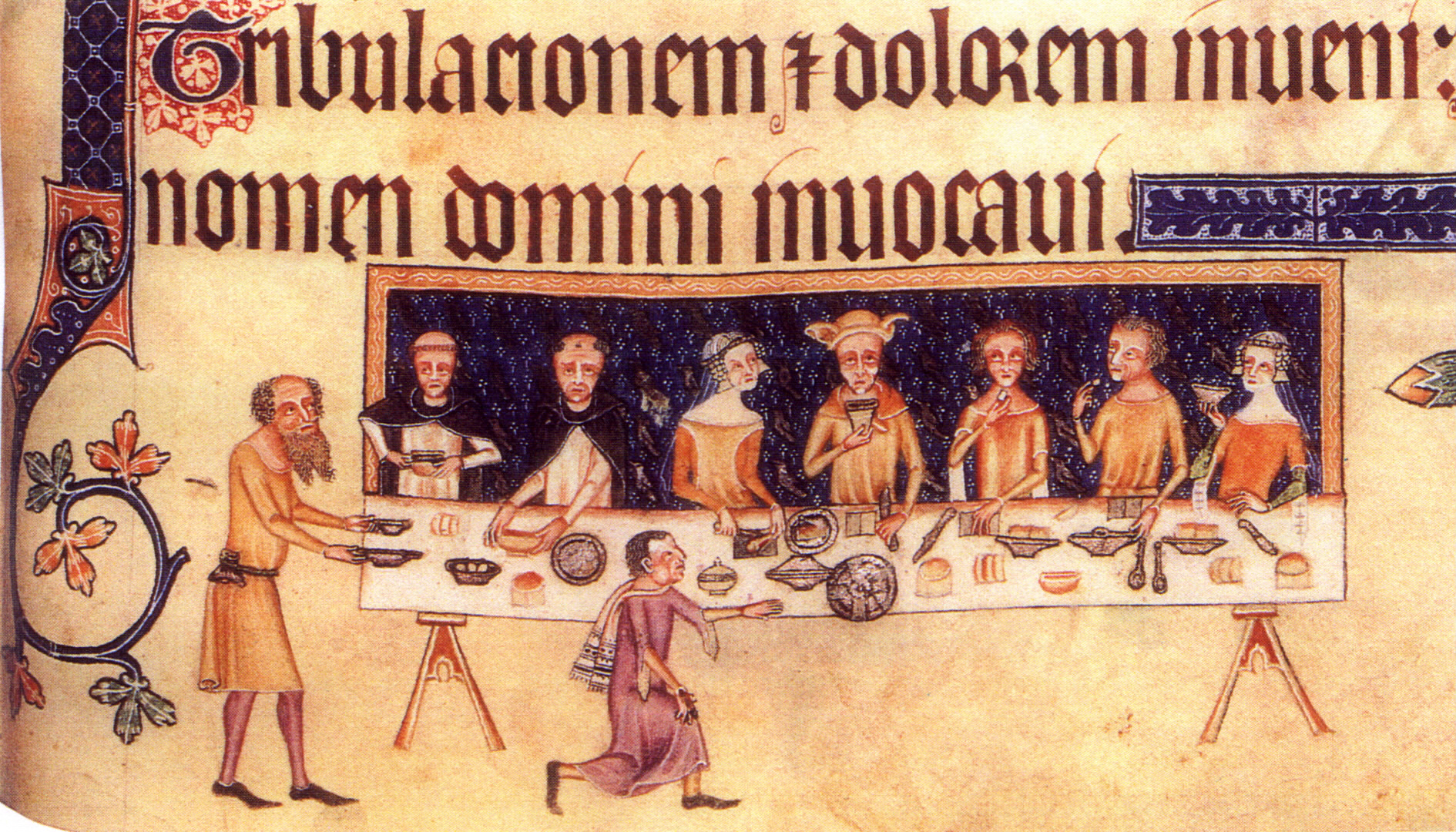
Geoffrey Luttrell a taula envoltat de la família i dos dominics. Dos criats els esperen i uns altres s'acosten a la taula des de la pàgina anterior. El tapís del darrere té un camp d'atzur, i martells d'argent, elements de l'escut de Luttrell. Foli 208v.

El Saltiri de Luttrell fa 350 x 245 mm. Està escrit en llatí i conté 309 fulls de vitel·la d'alta qualitat amb fulls volats de paper. La majoria de pàgines estan decorades en pintura vermella amb detalls en or, argent i cec. Les il·lustracions estan estampades i gravades. El manuscrit té vuit cordons. Està cosit i té una enquadernació moderna (posterior al 1929) de cuir marró fosc. Les escriptures són prou grans. Cada quadre té unes catorze línies completes de text. Els traços de les lletres són plans i paral·lels a la línia d'escriptura. Aquesta tècnica requeria una ploma en què el plomí està tallat en un angle especialment oblic. A diferència dels manuscrits il·luminats anteriors, la caplletra de la primera paraula de la línia, per cada dues línies aproximadament, s'escriu en majúscula. L'estil té molts reflexos i ombres en les figures humanes, i el modelatge de la figura humana és pronunciat, musculós i realista.

## Iconografia

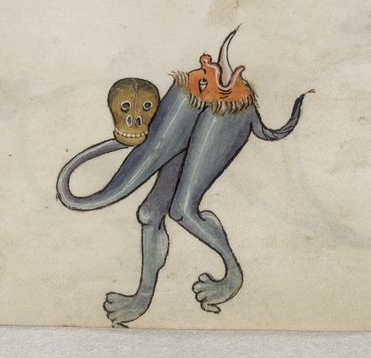
Criatura grotesca al marge. Foli 27r

Les il·luminacions del manuscrit mostren escenes de la vida de Geoffrey Luttrell, activitats quotidianes a la ciutat i moltes figures curioses diferents que combinen parts animals i humanes. El Saltiri de Luttrell era una bona il·lustració de la vida de cada dia en l'edat mitjana. A banda de les imatges comunes de ciutadans i de la família Luttrell, algunes imatges romanen fosques; altres, però, se'n poden relacionar amb el text que n'hi ha al costat. Cal, tanmateix, que el lector tinga certa comprensió de les paraules en llatí. La majoria de les decoracions dels marges són imatges de fantasia, sants i motius naturalistes.
Luttrell volia que els dibuixos reflectissen les aspiracions devocionals, culturals, polítiques, econòmiques i dinàstiques que tenien ell i la seua família. Un dibuix, per exemple, mostra la remodelació de l'església parroquial d'Irnham, i així indica com es preocupava per les seues activitats en preparació de la seua mort.
La miniatura de Geoffrey Luttrell muntat a cavall amb armadura completa al costat de la seua esposa i nora és una imatge molt poderosa del Saltiri Luttrell. Suggereix que volia ser recordat per la seua joventut i pel temps que passà en l'exèrcit. La imatge també mostra l'heràldica de la seua família.
Els servents que preparen menjar i fan encàrrecs es representen als marges del manuscrit per a emfasitzar que exercien un paper important social i econòmic. Les imatges agrícoles inclouen tant hòmens com dones per a mostrar que durant la collita es requeria tota la mà d'obra disponible.

## Música
Les representacions visuals sobre la música tenen molta importància en la iconografia del Saltiri de Luttrell. S'hi representa persones i criatures híbrides cantant poemes, himnes i salms com a expressió de devoció. El saltiri parla, per tant, d'un aspecte integral de la vida quotidiana del segle xiv. La música en l'edat mitjana no sols s'emprava en ambients clericals, sinó també, en certa manera, per a representar el diable i la corrupció. El Saltiri de Luttrell és interessant pel que fa a la tradició musical medieval perquè integra tant el costat religiós com el diabòlic per a combinar-los "al servei de les coses sagrades".